# Devore (California)
Devore es un área no incorporada ubicada en el condado de San Bernardino en el estado estadounidense de California.

## Geografía
Devore se encuentra ubicada en las coordenadas 34°12′59″N 117°24′5″O / 34.21639, -117.40139.